# Mordacia mordax
Mordacia mordax – anadromiczny gatunek pasożytniczego minoga z rodziny Mordaciidae. Jest bardzo podobny i blisko spokrewniony z minogiem australijskim (Mordacia praecox). Ślepice obydwu gatunków są nie do odróżnienia.

## Zasięg występowania
Mordacia mordax jest gatunkiem endemicznym południowo-wschodniej Australii. Występuje na obszarze od rzeki Shoalhaven w stanie Nowa Południowa Walia po Zatokę Świętego Wincentego w Australii Południowej.

## Cechy morfologiczne
Osiąga przeciętnie 11–43 cm, maksymalnie 50 cm długości całkowitej. 84 do 96 miomerów. Procentowe proporcje długości poszczególnych części ciała u osobników przed tarłem: odcinek przedskrzelowy 8,5-11,3%, odcinek skrzelowy 7,1-9,8%, tułów 60,4-68,3%, ogon 14,4-20,1%, przyssawka 4,9-6,6%, oko 1,1-1,7%,. Proporcje u samców tarlaków: odcinek przedskrzelowy 11,4-16,6%, odcinek skrzelowy 8,8-10,1%, tułów 60,1-65,3%, ogon 13,3-15,7%, przyssawka 8,1-11,2%. U tarlaków nie jest widoczna moczowo-płciowa brodawka. Dojrzałe samce mają luźną skórę w przedniej części ciała. Płetwa ogonowa ma kształt łopatkowaty.
Ubarwienie grzbietu u niedojrzałych osobników brązowoszare, zaś brzucha srebrzyste. Linia boczna ciemno pigmentowana, podobnie jak płetwa ogonowa.

## Biologia i ekologia

### Biotop
Ślepice żyją zagrzebane w mule w wolno płynących strumieniach przez około 3,5 roku. Dorosłe osobniki spływają do morza, gdzie żyją przez nieokreślony czas, spotyka się je również w estuariach rzek. 

### Odżywianie
Dorosłe osobniki pasożytują na rybach, w tym na kilku gatunkach o znaczeniu gospodarczym.

### Rozród
W czasie wędrówek dorosłe osobniki są spotykane w szybko płynących odcinkach rzek, często również gromadzą się poniżej trudnych do pokonania przeszkód. W ciągu dnia zakopują się one w podłożu, zaś wędrówki odbywają nocą. Tarło odbywa się od lipca do września. Jedna samica składa 3,789-13,372 ziaren ikry.

## Znaczenie
Bywa łowiona w celach spożywczych w dolnym odcinku rzeki Yarra.